# Clematis patens 'Hagley Hybrid'
Cultivar
La clématite 'Hagley Hybrid' est un cultivar obtenu en 1945 par Percy Picton en Angleterre. Elle fut commercialisée pour la première fois en 1956 par Jim Fisk, grand spécialiste des clématites en Angleterre.
Aux États-Unis, ce cultivar porte le nom de clematis 'Pink Chiffon'.

## Description

### Feuilles
Les feuilles de ce cultivar de clématite sont vert foncé sur le dessus puis plus claires sur la face inférieure. Elles mesurent entre 5 et 7 cm. Les feuilles caduques de ce cultivar prennent une couleur brune à jaune dès le mois de novembre.

### Tiges
Comme la plupart des clématites, 'Hagley Hybrid' possède des tiges vertes sur les pousses de l'année, puis rougeâtres et marron sur le bois des années passées.

### Fleurs
'Hagley Hybrid' possède une fleur de couleur rose pâle. Le diamètre de cette fleur atteint facilement 12 à 15 centimètres.

#### Bouton floral et pédoncule
Le bouton floral de cette clématite mesure environ 5 cm, il est de couleur verte. Le pédoncule quant à lui mesure entre 10 et 50 millimètres, de couleur verte.

#### Sépales
Les sépales de cette clématite sont de couleur rose pâle et mesurent environ 6 centimètres.

#### Étamines et stigmates
'Hagley Hybrid' possède des étamines de couleur mauve et des stigmates de couleur blanche à la base puis rouge sur la hauteur de celui-ci.

#### Parfum
Ce cultivar ne possède pas de parfum particulier.

## Obtention
Percy Picton a obtenu ce cultivar en 1945, néanmoins aucune parenté commune n'est connue pour ce cultivar. Il a été obtenu dans les pépinières de William Rogerson.

## Distribution
En France, 'Hagley Hybrid est distribué par de nombreuses pépinières dont les pépinières Travers, le spécialiste des plantes grimpantes en France.

## Protection
'Hagley Hybrid' a été obtenue en 1945, par ce fait elle ne possède pas de protection dans le monde. À cette époque, la protection des obtentions variétales n'était pas d'actualité et les différents obtenteurs distribuaient leurs plantes sans protections et sans droit de distribution. Aujourd'hui, 'Hagley Hybrid' peut être multiplié par tout le monde.

## Culture

### Plantation
La clématite 'Hagley Hybrid' s'épanouit très bien en pot ou en pleine terre. Elle doit être plantée dans un mélange drainant, fertile et léger. Les racines préfèrent un sol frais et ombragé.

### Croissance
À taille adulte, cette clématite s'élance entre 2 et 3 mètres en gardant un feuillage assez dense.

### Floraison
'Hagley Hybrid' fleurit deux fois par an sur le bois de l'année précédente au printemps ; elle dispose d'une floraison entre mai et juin parfois semi-double. À l'automne, la floraison est plus tardive que la plupart des clématites de ce groupe ; elle fleurit entre septembre et octobre sur la pousse de l'année. Elle fait partie du groupe 2.

### Utilisations
'Hagley Hybrid' est parfait pour les pergolas, treillis, tonnelles et clôtures. Elle peut aussi grimper sur des supports naturels tels que les feuillus, des conifères et des arbustes.

### Taille
La clématite 'Hagley Hybrid' a besoin d'une taille annuelle, souvent au mois de mars mais à toute période de repos végétatif. Elle demande une taille légère, c'est-à-dire une taille de 30 cm sur un tiers des branches.

### Résistance
Cette clématite résiste à des températures jusqu'à moins 25 degrés Celsius.

### Maladies et ravageurs
La clématite 'Hagley Hybrid' est sensible à l'excès d'eau ce qui pourrait provoquer une pourriture du collet de la plante et ainsi la mort de la clématite. Elle peut également souffrir d'apoplexie due à un champignon appelé Ascochyta clematidina, provoquant un flétrissement brutal des feuilles. Pour combattre ce champignon la terre doit être remplacée sur 20 cm et l'excès d'eau doit être proscrit.
Les limaces peuvent également s'attaquer à cette clématite et notamment aux jeunes pousses du printemps.

## Récompense
En 1984, 'Hagley Hybrid' a reçu le RHS Award of garden merit de la célèbre Royal Horticultural Society d'Angleterre.